# Броднакс (Вирџинија)
Броднакс (енгл. Brodnax) град је у америчкој савезној држави Вирџинија. По попису становништва из 2010. у њему је живело 298 становника.

## Демографија
Према попису становништва из 2010. у граду је живело 298 становника, што је 19 (6,0%) становника мање него 2000. године.
| Група             | 2000.       | 2010.       |
| Белци             | 158 (49,8%) | 159 (53,4%) |
| Афроамериканци    | 154 (48,6%) | 129 (43,3%) |
| Азијати           | 0 (0,0%)    | 0 (0,0%)    |
| Хиспаноамериканци | 6 (1,9%)    | 9 (3,0%)    |
| Укупно            | 317         | 298         |